# Khirinó prasosélino
Khirinó prasosélino (grec: χοιρινό πράσοσέλινο, χοιρινό με σελινόριζες και πράσο literalment porc amb porro i api) és un plat grec calent a base d'aquestos ingredients. Altres ingredients de la recepta són oli d'oliva i vi blanc sec.
També es coneix amb el nom de khirinó me selinórizes kai praso (grec: Χοιρινό με σελινόριζες και πράσο).